# Frohen-sur-Authie

Frohen-sur-Authie este o comună în departamentul Somme, Franța. În 1 ianuarie 2022 avea o populație de 243 de locuitori.